# Iustitia
Iustitia – rzymskie bóstwo, personifikacja sprawiedliwości. Utożsamiana z grecką Dike lub Temidą. Przedstawiana pod postacią kobiety, w długiej szacie (w przeciwieństwie do Temidy bez opaski na oczach), oparta na włóczni lub mieczu, trzymająca w ręku wagę, względnie szalki wagi w dłoniach.
Wierzono, że w złotym wieku żyła na ziemi, a potem razem ze wzrostem ludzkiej niegodziwości udała się na nieboskłon, stając się konstelacją Panny.